# Vicente Jayme
Vicente "Ting" R. Jayme (Manilla, 27 oktober 1928 – 4 april 2013) was een Filipijns minister en topman.

## Biografie
Vicente Jayme werd geboren op 27 oktober 1928 in de Filipijnse hoofdstad Manilla. Zijn ouders waren Fortunato en Rosario Jayme. Hij was een kleinzoon van Antonio Jayme. Jayme studeerde aan de Ateneo de Manila University en behaalde daar in 1950 zijn bachelor-diploma economie. Later in 1987 behaalde hij aan dezelfde onderwijsinstelling zijn master-diploma economie. Jayme gaf les aan de Graduate School of Business van de Ateneo de Manila University en van de University of the Philippines.
Jayme was directeur van Philippine Rural Reconstruction Movement en president en CEO van Private Development Corporation. Samen met Jose Concepcion was Jayme oprichter van de verkiezingswaakhond NAMFREL.
In 1986 werd hij benoemd tot minister van Publieke Werken en Snelwegen in het kabinet van Corazon Aquino. Na een jaar werd door Aquino doorgeschoven naar de post van minister van Financiën als opvolger van Jaime Ongpin. Toen hij aantrad als minister stonden de Filipijnen op de rand van de financiële afgrond. In zijn periode als minister van Financiën van 15 september 1987 tot 31 december 1989 was hij ervoor verantwoordelijk dat financiële positie van het land weer langzamerhand verbeterde.
Gedurende zijn loopbaan was Jayme directeur van zo'n veertig verschillende bedrijven in verscheidene branches zoals het bankwezen en financiën, scheepvaart, verzekeringen, consultancy, chemie, staal, bouw en nutsbedrijven. Hij was bijvoorbeeld directeur van Benpres Holdings Corporation, CEO van de Asian Development Bank van 1990 tot 1997, directeur van Management Association of the Philippines, directeur van de Philippine Chamber of Industries en van de Philippine Economic Society. Jayme was bovendien vicevoorzitter van het Asian Social Institute.
Vicente Jayme overleed in 2013 op 84-jarige leeftijd aan de gevolgen van hartproblemen.